# Brill (casa editrice)

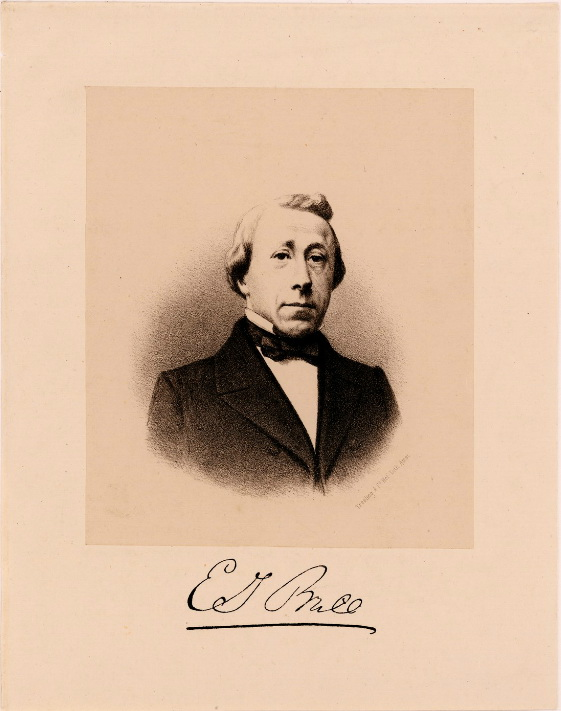
Evert Jan Brill (Coll. Deutsches Buch- und Schriftmuseum Leipzig)

Brill è una casa editrice olandese che opera dal 1683 (la prima opera fu stampata da Jordaan Luchtmans) e avente sede principale a Leida. Pubblica con diversi marchi: Luchtmans, E. J. Brill, Koninklijke Brill, Brill Academic Publishers, Martinus Nijhoff Publishers ed è dotata di un catalogo scientifico e storico molto ricco. L'editore conta come sua clientela più importante le biblioteche e le istituzioni universitarie del mondo occidentale. Annualmente pubblica oltre 500 nuovi titoli e più di 130 riviste scientifiche. 
Nel 2014 acquisì la casa editrice Rodopi.

## La società
La sede sociale è a Leida, nei Paesi Bassi. I campi di specializzazione della casa editrice sono i seguenti:
- le scienze umane e sociali (arti e lettere), ivi comprese le varie branche dell'Orientalistica antica e moderna
- il diritto internazionale
- le scienze applicate.

Il catalogo, in maggior parte in lingua inglese, comprende molti tipi di pubblicazioni: volumi monografici, pubblicazioni annuali, microfilm ed enciclopedie. Da dati desunti dal sito, i dipendenti sono 120, con alto livello d'istruzione. La casa editrice è titolare di una succursale a Boston, negli Stati Uniti, per il mercato nordamericano.